# Liàgoixi
Liàgoixi (en rus: Лягоши) és un poble de l'óblast de Saràtov, a Rússia, segons el cens del 2010 tenia 21 habitants. Pertany al districte municipal de Volsk.